# Moss-skinn
Moss-skinn (Ramaricium albo-ochraceum) är en svampart som först beskrevs av Giacopo Bresàdola, och fick sitt nu gällande namn av Jülich 1977. Enligt Catalogue of Life ingår Moss-skinn i släktet Ramaricium,  och familjen Gomphaceae, men enligt Dyntaxa är tillhörigheten istället släktet Ramaricium,  och familjen Ramariaceae. Arten är reproducerande i Sverige. Inga underarter finns listade i Catalogue of Life.